# 罪刑法定原則
罪刑法定原則（拉丁語：Nulla poena sine lege；原文為，意為「法無明文者不構成犯罪亦不得處罰」）或稱作罪刑法定主義（no penalty without a law），是指：一個行為只有經過法律明確规定为犯罪行为的，才能依照法律定罪處罰，如果一個行為在發生時，法律沒有明確規定為犯罪行為者，即不受刑事處罰，是刑法学上的重要原则，也就是無法律即無犯罪，罪刑法定原則讓國家不能擅斷而恣意的對人民實施處罰，並讓人民可以預見法律規範，保障人權。
《中華民國刑法》第一條和《中华人民共和国刑法》第三条都具体规定此原则。公民與政治權利國際公約第十五條也規定：“任何人之行為或不行為，於發生當時依內國法及國際法均不成罪者，不為罪”。

## 历史
在中國隋代以前，裁判的官吏常以習慣法或成文法，入人於罪。而後判官儘量依循罪刑法定主義，但仍有例外。
西方在18世紀之前之歐洲，刑法由君主制定，實際上為無法可依，理論上可稱之為「罪刑擅斷主義」。直至啟蒙運動时，學者提出「罪刑法定主義」之理論，以與罪刑擅斷主義相抗，保證民眾的權益不被損害。
至1810年《法国刑法典》頒布後，罪刑法定原則在歐洲法律方才實行。拿破崙征伐歐洲時，其說就已經隨法軍流行於西歐；拿破侖被流放後，各歐洲國家紛紛實行罪刑法定主義。而後，罪刑法定主義就成為所有法制達一定程度以上國家之共通施行刑事法原則，為法治精神的實質體現。

## 意義
「法無明文規定，不為罪；法無明文規定，不處罰」，這句說分別是指罪的法定和刑的法定，罪的法定是指只有當一人之行為符合刑法明文規定的犯罪構成要件，才能將該之視為犯罪；刑之法定是指當行為人被認定犯罪，亦必須依照刑法的規定將之處罰，在刑種、刑期、量刑等方面都不能超過刑法的明文規定。罪之法定和刑之法定是正確理解罪刑法定原則不可分割的兩個方面，罪之法定是刑之法定的基本前提，而刑之法定是罪之法定的必然結果。
此外，罰刑法定原則又包含刑法禁止絕對不定期刑。不定期刑乃現代刑罰個別化、最適化的產物，認為犯罪之動機、目的、手法，犯人之先天條件及後天成長環境等差異性極大，因此犯人的定罪量刑應個別化，刑法在規定刑罰時，只訂出一個量刑的範圍，容許審刑者斟酌個案的差異，彈性的量刑，此稱之相對不定期刑。應科的刑罰雖屬不確定，但仍在一定範圍內，審判者不得超出法律所規定的範圍而為量刑，並未牴觸罰刑法定原則。但如法律並未規定一個量刑的範圍（即絕對不定期刑），完全委諸審判者決定，即是授與審判者過大的裁量，違背了罪刑法定原則。
罪刑法定原則要求國家刑罰權的發動，必須明白、明確，盡量排除不確定、人為操縱的可能，其用意無非在確保人民的生命、人身自由、財產、名譽等權利，免受專擅、獨斷、恣意的審判與懲罰。
行政處罰，也有行為時之法律或地方法規，有明文規定為違法者為限。

## 派生原則

### 構成要件和罪責明確性
它也称刑罚法规的适当，包括刑罚明确性、禁止不确定刑、禁止处罚不当罚的行为。也被称为“禁止绝对不定期刑原则”。構成要件與罪責必須由法律所明定，立法者在立法時雖然可採取不確定法律概念的立法方式，但該不確定法律概念需具有可預測性、司法操作性；倘若不確定法律概念範圍過於空泛，導致执法者有恣意解釋的空間時（例如：以「行為不檢」、「奇裝異服」作為犯罪構成要件），即有違明確性原則，而与罪刑法定原则不符。

### 禁止溯及既往
刑法效力只能及於法律生效後發生的行為，而不得追溯處罰法律生效前已發生的行为。这一要求也被称之为“禁止事后法”。罪刑法定原则禁止不利于行为人的溯及既往，但允许有利于行为人的溯及既往。其目的在于贯彻法治主义、保障人权，並符合人民對於法律規範的可預期性。

### 禁止類推適用
司法機關只能依據立法機關經過立法程序而明定之法條判定罪行，不得比附援引近似之條文科罪論刑，作為新創或擴張可罰範圍或加重刑罰或保安處分之方法。例如2011年1月27日修正前的中華民國刑法規定「於車站或碼頭竊盜者為加重竊盜罪」，此規範用意是因車站或碼頭乃供人旅行之地，若旅費、證件、行李等財物失竊恐進退維谷，情節比普通竊盜更嚴重，但竊盜案如係在機場發生，機場亦為供人旅行之地，也會有前述財物失竊恐進退維谷的情形，但因並非法律條文所明定的要件，即使與車站、碼頭性質相同，亦不能以類推適用論處加重竊盜罪，只能依當時法律明文規定之普通竊盜罪論處。
但當類推適用結果為有利於行為人時，例外不受到禁止類推適用的限制。

### 禁止习惯法
也称排斥习惯法、排斥习惯法原则。它強調在何種行為構成犯罪與應以何種刑罰懲治該行為時，以有明文規定者為限，刑法的適用應以成文法為法源而排斥不成文法的習慣法。所謂習慣法係指社會上不特定多數人的反覆慣行且具有法之確信的無形規範。刑法因干預人民之自由與權利至深且鉅，故在罪刑法定原則下，刑法規範一律排除習慣法之適用，一切罪與刑之宣判，均應以成文法為依據。

## 外部連結
- Nulla Poena Sine Lege （页面存档备份，存于）
- Nullum crimen sine lege （页面存档备份，存于）
- 法無明文者不構成犯罪亦不得處罰。Nullum crimen,nulla poena,sine lege. （页面存档备份，存于）